# Tettau, Oberfranken
Tettau är en köping (Markt) i Landkreis Kronach i Regierungsbezirk Oberfranken i förbundslandet Bayern i Tyskland.